# Linognathus vituli
Linognathus vituli – gatunek wszy należący do rodziny Linognathidae, pasożytujący na bydle domowym (Bos taurus). Powoduje chorobę wszawicę. 
Samiec długości 1,65 mm, samica 1,91 mm, inni autorzy podają wielkość samicy jako 2,5 mm. Są silnie spłaszczona grzbietowo-brzusznie. Samica składa  jaja zwane gnidami, które są mocowane specjalnym "cementem" u nasady włosa. Rozwój osobniczy trwa po wykluciu się z jaja około 14 dni.
Pasożytuje na skórze owłosionej głównie na głowie, szyi, grzbiecie i okolicach nasady ogona. W przypadku silnego opadnięcia może występować na całym ciele. Kosmopolityczny.